# Expedición de Villasur
La expedición de Villasur (1720) fue una expedición militar española con el propósito de inspeccionar la creciente presencia francesa en la región norteamericana de las Grandes Llanuras. Las tropas españolas, dirigidas por Pedro de Villasur, fueron derrotadas por los pawnee y sus aliados franceses en el actual estado de Nebraska.
La expedición, que había viajado más al norte y al este que cualquier otra expedición militar española, marcó el fin temporario de la influencia española en el centro de las Grandes Llanuras, hasta que España las recuperó 1762 mediante al Tratado de Fontainebleau (1762), que creó la enorme gobernación de la Luisiana española.

## Antecedentes
En la primera parte del siglo XVIII, los exploradores y comerciantes de pieles franceses comenzaron a entrar en las llanuras al oeste del río Misuri. En 1714, Étienne de Veniard se convirtió en el primer europeo en llegar al río Platte. Después de haber reclamado la "propiedad" de las Grandes Llanuras desde la expedición de Coronado, España no se fiaba de esta expansión de la influencia francesa. En 1718, estalló la Guerra de la Cuádruple Alianza entre Francia y España, y, en esos momentos de gran tensión, el gobernador de la colonia española de Nuevo México,  Antonio Valverde y Cosío, envió a Villasur a capturar comerciantes franceses. De este modo, las autoridades españolas podrían reunir información sobre las ambiciones francesas en la región.

## La expedición
La expedición partió el 16 de junio de 1720 de Santa Fe (Nuevo México) y estaba formada por 45 soldados españoles, 60-70 indios pueblo auxiliares, y unos 12 guías apaches. Con ellos iban además, Jean L'Archevêque, un comerciante francés que ya había participado en varias expediciones; José Naranjo, un zambo de padre negro y madre hopi, como guía de la expedición e intérprete y que ya había visitado la región del río Platte varias veces; el fraile dominico Juan Minguez; y Francisco Sistaca, un pawnee que había sido esclavo de los españoles. 
Tras recorrer unos ochocientos kilómetros a través de los actuales estados de Colorado, Kansas y Nebraska, llegaron a territorio pawnee, donde acamparon junto al río Platte. Tras cruzar los ríos Loup y Platte contactaron con los pawnee y los otoe en las proximidades de las actuales Linwood y Bellwood, y después los españoles entablaron negociaciones por medio de Sistaca, pero éste desapareció el 13 de agosto. Como los indios eran muy numerosos y parecían hostiles Villasur ordenó regresar al río Loup y acamparon cerca de la actual Columbus (Nebraska).
El 14 de agosto, al amanecer, la expedición fue atacada por pawnee, posiblemente ayudados por soldados y comerciantes franceses, y acompañados quizás por Sistaca. Pedro de Villasur resultó muerto en los primeros instantes. Los españoles que estaban a su alrededor y, todavía con vida, formaron un círculo en torno suyo, rodeados por los atacantes. La batalla acabó en unos minutos con el resultado de 35 soldados españoles y 11 indios pueblo muertos, incluidos Villasur, Fray Minguez, Naranjo y L'Archeveque.
Los que pudieron escapar —7 españoles, 45 indios pueblo y todos los apaches— llegaron el 6 de septiembre a Santa Fe.